# Вежбувець
Вежбувець (пол. Wierzbówiec) — село в Польщі, у гміні Сохоцин Плонського повіту Мазовецького воєводства.
Населення — 96 осіб (2011).
У 1975-1998 роках село належало до Цехановського воєводства.

## Демографія
Демографічна структура станом на 31 березня 2011 року:
|          | Загалом | Допрацездатний вік | Працездатний вік | Постпрацездатний вік |
| -------- | ------- | ------------------ | ---------------- | -------------------- |
| Чоловіки | 51      | 11                 | 36               | 4                    |
| Жінки    | 45      | 7                  | 26               | 12                   |
| Разом    | 96      | 18                 | 62               | 16                   |